# القضية المشهورة (فلم)
القضية المشهورة فيلم مصري تم إنتاجه عام 1978، إخراج حسن الإمام وبطولة رشدي أباظة وكمال الشناوي وفريد شوقي وعفاف شعيب.
الفيلم مأخوذ عن قصة فرنسية للمؤلف (أدولف دينزي) تم تحويلها لمسرحية باسم القضية المشهورة (Une Cause celebre) و قام بتمصيرها حسن الإمام، وتم تحويلها إلى فيلمين كان الفيلم الأول بعنوان الملاك الظالم عام 1954، والفيلمين من إخراج حسن الإمام وقد أشترك كمال الشناوي وزهرة العلا في كل الفليمن في دورين مختلفين.

## قصة الفيلم
في إحدى الليالي يقوم جاسر بالتسلل إلى منزل يس بك الثري من أجل السرقة، إلا أنه يشعر بحركة غريبة، تتحرك سعدية زوجة إبراهيم من أجل أن تعرف من بالمنزل، ليقوم بقتلها هي و يس بك، ولا يجد ما يسرقه سوى عقد غالي الثمن أهدته حفيظة هانم أم يس إليها، في أثناء القتل يصل إبراهيم الذي يعمل في خدمة يس، وتشهد ابنته نعيمة ضده بعد أن رأته ممسكا بسكين بجانب جثة أمها، يتولى الدفاع عنه المحامي بهجت والذي يفشل في إثبات البراءة له، يقوم بهجت بتبني نعيمة وتمر السنوات، وتتم خطبة نعيمة على حسين الذي يعمل ضابطا في السجن الذي يقضي فيه إبراهيم عقوبته، في الوقت الذي تهتم فيه نعيمة بحالات المساجين، تتعرف على إبراهيم وتتمسك بأبوته، وتعترف لخطيبها حسين بوجود والدها في السجن، يعود جاسر لظهور في حياة حفيظة هانم، تشك فيه وتبلغ الشرطة وينكشف أمره عندما يهدي العقد الذي سرقه في ليلة مقتل يس، ويتم القبض عليه ويخرج إبراهيم من سجنه، وتعود الفرحة إلى نعيمة بعد أن يزوج إبراهيم ابنته إلى حسين.

## تمثيل
| - رشدي أباظة: بهجت - فريد شوقي: إبراهيم - سمير صبري: حسين خطيب نعمية - لبلبة: سميره ابنة يس | - زهرة العلا: حفيظة هانم - سهير زكي: - كمال الشناوي: جاسر - عفاف شعيب: نعيمة |

| - السيد راضي:مسجون - نبيل بدر:حسنين أبو طاقية - نبيل الهجرسي:زعفران - حلمي أبو هيف: - منى قطان:منى - أحمد حلاوة:حلاوة | - محمد ولاء الدين - ليلى يسري:زينب - محمد شوقي:مسجون - عزت عبد الجواد: - محمد عبد المجيد:الشيخ عبد الحميد - مختار السيد:القاضي | - مروة طنطاوي - مريم الحسيني: طفلة - أحمد غانم: - منى عبد الله - هانم محمد:زكية الدادة - محمود رشاد: |

## وصلات خارجية
- القضية المشهورة على موقع الدهليز
- القضية المشهورة على موقع قاعدة بيانات الأفلام العربية